# Phoenix (Oregon)
Phoenix ist eine Stadt im Jackson County im US-Bundesstaat Oregon in den Vereinigten Staaten. Phoenix gehört zur Medford Metropolitan Statistical Area im Rogue Valley und liegt etwa 5 km südöstlich von Medford an der Interstate 5.

## Geschichte
Das Gebiet wurde um 1850 von den Brüdern Hiram und Samuel Colver besiedelt. Samuel Colver gründete die Stadt 1854. Zu den ersten Bewohnern gehörte Milton Lindley, der ein Sägewerk betrieb, sowie Sylvester M. Wait, der eine Getreidemühle betrieb. Eine Zeit lang war der Ort unter dem Spitznamen „Gasburg“ bekannt, benannt nach einem redseligen Koch.
Der offizielle Name „Phoenix“ wurde 1857 vom Postamt übernommen, auf Vorschlag von Wait, der Vertreter der Phoenix Insurance Company aus Hartford, Connecticut war.

### Feuer 2020
Am 8. September 2020 wurden große Teile von Phoenix sowie benachbarte Gemeinden wie Talent, Medford und Ashland durch den Brand am Almeda Drive zerstört. Behörden berichteten zunächst von rund 600 zerstörten Wohnhäusern und 100 Geschäftsgebäuden, später wurde diese Zahl auf etwa 2800 erhöht. Es wurde festgestellt, dass der Brand durch Menschen ausgelöst wurde. Am 11. September 2020 wurde ein Mann wegen Brandstiftung festgenommen, nachdem er ein weiteres Feuer gelegt hatte, das mit dem Almeda-Brand im Zusammenhang stand.

## Geographie
Phoenix liegt im südlichen Rogue River Valley an der Interstate 5 zwischen Medford und Talent. Die Stadt hat laut United States Census Bureau eine Fläche von 3,69 km², die vollständig aus Land besteht.
Der Coleman Creek, ein Nebenfluss des Bear Creek, fließt durch Phoenix. Der Bear Creek Greenway, ein Rad- und Wanderweg, verbindet Phoenix mit Ashland, Talent, Medford und Central Point.

## Bildung
Phoenix gehört zum Phoenix-Talent School District. Vor Ort befinden sich die Phoenix Elementary School, die Phoenix High School sowie das Armadillo Technical Institute, eine öffentliche Charter School.

## Persönlichkeiten
- Bill Pearl (1930–2022), mehrfacher Mr. Universe und Bodybuilding-Champion

## In den Medien
Der Independent-Film Phoenix, Oregon (2018) spielt in der Stadt, wurde jedoch in Klamath Falls gedreht. Während der COVID-19-Pandemie war der Film im März und April 2020 der umsatzstärkste Kinofilm in den USA, da die meisten größeren Kinos geschlossen waren.